# I Cavalieri dello zodiaco - L'ardente scontro degli dei
I Cavalieri dello Zodiaco - L'ardente scontro degli dei (聖闘士星矢 神々の熱き戦い?, Seinto Seiya: Kamigami no atsuki tatakai) è un film d'animazione del 1988 diretto da Shigeyasu Yamauchi.
Secondo lungometraggio ispirato alla serie televisiva I Cavalieri dello zodiaco, è stato proiettato per la prima volta in Giappone il 12 marzo 1988, mentre in Italia è stato trasmesso direttamente in televisione sull'emittente televisiva Italia 1 nei primi anni 2000.
Pubblicato per la prima volta in VHS nei primi anni '90, il lungometraggio è anche noto con il titolo Saint Seiya - Seiya il sacro guerriero - La sanguinosa battaglia degli dei a seguito di un ridoppiaggio effettuato da Dynamic Italia fra il 1999 e il 2000 con nomi e dialoghi più fedeli all'edizione originale. Entrambe le tracce sono disponibili nell'edizione in DVD edita da Yamato Video.

## Trama
Cristal il Cigno interviene in aiuto di un guerriero attaccato da un gruppo di soldati sconosciuti: messi in fuga i nemici il cavaliere del Cigno viene messo in guardia dalla vittima morente dell'aggressione sulle mire di conquista di Asgard. Dopo questa vicenda il cavaliere dello zodiaco scompare misteriosamente.
Lady Isabel e i suoi cavalieri si mettono sulle tracce dell'amico scomparso e si recano ad Asgard, dove vengono ricevuti da Balder, il Sommo Sacerdote del dio Odino. Ben presto però il sacerdote svela le sue intenzioni: Balder vuole estendere i suoi domini al sud e giungere a sovrastare Atena. Per questo incontra Lady Isabel e, non potendola uccidere, la imprigiona nel suo Scudo di Odino: Atena viene immobilizzata sulla prua di una nave e i suoi cavalieri devono di nuovo combattere per salvarla.
Avversari dei cavalieri di Atena sono i guerrieri del nord: Loki, Url, Ruhnir e Midgard. Andromeda incontra Url, che mette in seria difficoltà l'avversario con la sua potente spada, ma il cavaliere di Andromeda viene salvato dall'arrivo di Phoenix, che annienta il guerriero del nord con le Ali della Fenice. Phoenix deve poi affrontare il possente Ruhnir, che viene apparentemente piegato con il Fantasma Diabolico, ma che si rialza e colpisce il cavaliere della Fenice, cadendo insieme a lui e Andromeda in un burrone. Nel frattempo Sirio incontra Midgard, che si rivela essere Cristal, la cui mente è stata soggiogata da Balder. I due combattono tra di loro e alla fine lo scontro viene vinto dal cavaliere del Dragone. Soltanto Pegasus riesce a raggiungere il palazzo di Balder, dove si scontra con Loki: al termine di una dura battaglia il cavaliere dello zodiaco ha la meglio.
Ora il cavaliere di Pegasus deve affrontare Balder, ma il Sommo Sacerdote si rivela un ostico avversario. Nel momento più critico per il cavaliere di Atena ecco che però giunge in suo aiuto l'armatura d'oro del Sagittario, che accorre sempre quando la dea Atena è in pericolo. Sul punto di sopraffare l'avversario Pegasus esita a scoccare la Freccia d'Oro contro Balder, con il timore che Lady Isabel possa non risvegliarsi più. Ma quando Frey (ex-seguace di Balder alleato di Isabel e dei Cavalieri) salendo la grande statua di Odino nel palazzo assicura a Pegasus la salvezza di Atena, il cavaliere dello zodiaco prende coraggio e trafigge Balder con la Freccia d'Oro. Nello stesso momento Frey abbatte la statua di Odino e così facendo salva Lady Isabel. Al posto della statua sorge un enorme albero, Yggdrasill, l'albero dell'universo.

## Personaggi

### Nuovi personaggi
Il film introduce i personaggi dei fratelli Freyr e Freya come alleati dei protagonisti, più un nuovo gruppo di nemici guidati dal Sommo Sacerdote di Odino Balder: i Guerrieri del Nord (神闘士?, Goddo Wōriā, God Warrior, nel secondo doppiaggio Guerrieri Divini), prima versione di quelli che poi diventeranno i Cavalieri di Asgard nella serie televisiva.
Balder (ドルバル教主?, Dolvar Kyōshu, Dolvar in originale e nel secondo doppiaggio)
È il Sommo Sacerdote del dio Odino che mira a conquistare il Grande Tempio. Plagia la mente di Cristal e lo usa come esca per condurre Isabel ed i Cavalieri di Bronzo ad Asgard ed eliminarli. Dopo aver imprigionato Freyr, sigilla Atena alla prua di una nave con la sua tecnica. Successivamente riesce a sconffiggere Pegasus, Phoenix e Cristal (libero dal suo controllo). Quando l'Armatura del Sagittario arriva in aiuto di Pegasus, riesce a far desistere il Cavaliere dallo scoccare la freccia dicendo di essere l'unico che può liberare Atena, ma quando Freyr riesce a liberare la dea distruggendo la statua di Odino Pegasus trafigge con la freccia d'oro il sacerdote che muore definitivamente poco dopo, schiacciato dalla spada della statua. Il colpo principale del personaggio è lo "Scudo di Odino" (Odin Shield) e combatte con una spada.
Frey (フレイ?, Furei, Freji nel secondo doppiaggio)
Fratello di Freya, con la sorella offre ospitalità a Isabel e ai Cavalieri di Bronzo per la notte. Si oppone alle mire espansionistiche di Balder, venendo perciò imprigionato dal sacerdote. Liberatosi, si sacrifica per liberare Atena distruggendo la statua di Odino con la sua spada.
Freya (フレア?, Furea, nel secondo doppiaggio Freja)
Sorella di Frey. Non ha un ruolo attivo nella storia, limitandosi a spiegare ai cavalieri e a Isabel chi siano i guerrieri del nord, cosa sia l'Yggdrasil e quali siano i piani di suo fratello per la loro incolumità.
Url (ウル?, Uru)
È il Guerriero del Nord che si scontra con Andromeda, mentre questi si reca a soccorrere Atena. Riesce a battere facilmente il suo avversario, ma viene poi battuto da Phoenix. Combatte con una spada denominata Hoo no ken (炎の剣? Spada di fiamme). 
Ruhnir (ルング?, Lung, translitterato in Rungh nel secondo doppiaggio)
È il più grosso dei Guerrieri del Nord ed affronta Phoenix dopo la sconfitta di Url, attaccandoli con i suoi boomerang. Viene sconfitto dal Cavaliere della Fenice con il "Fantasma Diabolico" finendo per essere colpito dalle sue stesse armi. Prima di morire cerca di portare con sé i nemici mentre cade nel vuoto, ma i due fratelli si salvano grazie alla catena di Andromeda. I suoi boomerang portano il nome di "Mjollnir Hammer" (ミョルニル・ハンマー?, Myoruniru Hanmā)
Midgard (ミッドガルド?, Middogarudo)
È l'appellativo sotto cui si nasconde Cristal dopo essere stato plagiato da Balder. Combatte contro Sirio congelandogli il braccio, ma il Cavaliere del Dragone riesce a batterlo facendolo tornare in sé. 
Loki (ロキ?, Roki)
È Guerriero del Nord più vicino a Balder (inizialmente Freyr sospettava che fosse lui a voler attaccare il Grande Tempio). Affronta Pegasus che riesce a sconfiggerlo dopo una dura battaglia. I suoi colpi segreti sono il "Fuoco del lupo e del dragone" (襲撃群狼拳?, Shūgeki Gunrō Ken) e la "Tempesta di Odino" (オーディーン・テンペスト?, Ōdīn Tenpesuto, Odin Tempest).

## Colonna sonora
La colonna sonora del film è stata curata da Seiji Yokohama ed uscita in CD e musicassetta il 1º aprile 1988 con il titolo Saint Seiya Original Soundtrack IV ~ Kamigami no atsuki tatakai, distribuita dalla Nippon Columbia. Come sigla d'apertura la pellicola presenta la storica canzone Pegasus Fantasy dei Make-Up.

## Produzione
Come nel caso del film precedente l'autore Masami Kurumada venne coinvolto nella produzione del film, limtandosi però a produrre i bozzetti per i volti di Balder, Loki, Frey e Freya. Il design di questi ultimi sarebbe stato poi riutilizzato dal mangaka mesi dopo per il capitolo celebrativo The Cygnus Story - Natassia nel paese di ghiaccio, pubblicato sul millesimo numero di Weekly Shonen Jump assieme alla ad alcune immagini promozionali della pellicola.
Altri settei sono stati poi pubblicati negli artbook Jump Gold Selection 2 e Shueisha Jump Remix, dove si può notare che originariamente Midgard (alterego malvagio di Cristal) doveva avere le fattezze che furono poi date al personaggio di Artax durante l'arco di Asgard della serie televisiva.

## Distribuzione

### Edizione italiana
Come tutti i primi quattro film del franchising, L'ardente scontro degli dei è stato pubblicato sia in adattamento coerente con quello utilizzato nella serie TV (con i dialoghi curati da Irene Cantoni e Stefano Cerioni, contenenti diverse citazioni ed un registro più epico dell'originale in alcuni punti), sia con uno più fedele all'originale. La prima versione è stata poi trasmessa da Italia 1 nei primi anni 2000, assieme alla serie TV.
Il primo doppiaggio (effettuato presso lo Studio P.V. di Milano sotto la direzione di Ivo De Palma nel 1993) vede il ritorno dei doppiatori storici sia per i cinque protagonisti che per Lady Isabel.
La seconda edizione italiana (intitolata Saint Seiya - Seiya il sacro guerriero - La sanguinosa battaglia degli dei) è stata curata da Dynamic Italia nel 1999 e presenta un cast totalmente differente assieme all'uso di nomi e termini originali ed un nuovo adattamento più fedele alla versione giapponese curato da Valerio Manenti. Il cast si compone di voci sia di piazza romana che milanese, cosa che ha portato ad effettuare il doppiaggio presso due strutture differenti: lo studio Logos per le parti doppiate a Milano e quelle di Roma presso la SEFIT-CDC, con la direzione del doppiaggio affidata rispettivamente a Manenti e Isabella Pasanisi.

### Edizioni home video
In Italia il film è stato pubblicato per la prima volta in home video fra il 1993 e il 1994 ad opere da Granata Press. A seguito del fallimento di quest'ultima, nel 1996 fu poi distribuito (insieme alle altre pellicole della saga) da Dynamic Italia, sempre col primo doppiaggio. Fra il 1999 ed il 2000 venne distribuita la seconda edizione italiana in videocassetta, la quale conteneva vari extra come la versione karaoke delle sigle originali.
Nel 2002 la Dynamic distribuì poi un'edizione DVD del film chiamata "Memorial Box". A novembre 2006 la Yamato Video ha rilevato i diritti dei primi quattro film, pubblicandoli per la prima volta in DVD con doppio audio italiano e originale giapponese.